# Sarcelle de Bernier
Anas bernieri
Pour les articles homonymes, voir Bernier.
Espèce
Statut de conservation UICN

 EN C2a(ii) : En danger
Statut CITES
La Sarcelle de Bernier (Anas bernieri), Canard de Bernier,  Sarcelle de Madagascar, ou Sarcelle malgache de Bernier, est une espèce d'oiseaux de la famille des Anatidae.
Cet oiseau peuple le littoral occidental de Madagascar.

## Étymologie
Le nom de cette sarcelle a été dédié au chevalier J.A. Bernier, chirurgien de marine, qui a récolté des spécimens d'histoire naturelle à Madagascar de 1831 à 1834. Il a fait ainsi parvenir en France 198 spécimens d'oiseaux qui sont catalogués en 1835.
- Autres noms : Canard de Bernier, Sarcelle de Madagascar, Sarcelle malgache de Bernier.

## Description
Cet oiseau a un plumage à dominante grise, un peu plus roux toutefois que celui des autres sarcelles grises, avec des miroirs alaires blancs bordés de noir et un bec rougeâtre. Il possède une palmure réduite unique dans le genre Anas.